# Riviera di Levante
(da Riviere di Eugenio Montale)

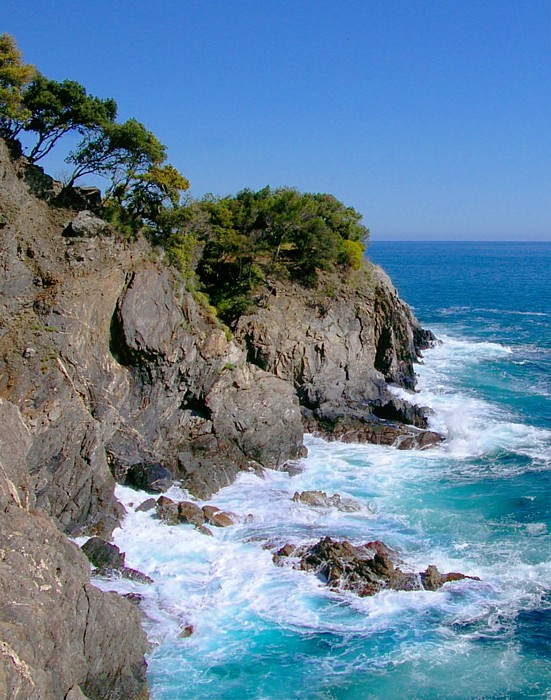
Un tratto di costa delle Cinque Terre

La Riviera di Levante (Rivëa de Levante in ligure) è un tratto di costa ligure lungo circa 130 km che, insieme alla Riviera di Ponente, compone la Riviera ligure (talvolta indicata semplicemente come Riviera).
Si estende dalla foce del fiume Magra in provincia della Spezia fino ai quartieri orientali di Genova, e più precisamente alla foce del Torrente Nervi, anche se esiste una definizione più geografica che pone il confine fra Riviera di Levante e Riviera di Ponente sul punto più settentrionale del mar Ligure, nei pressi della foce del torrente Cerusa o del torrente Leira a Voltri. Di conseguenza la Riviera di Levante comprenderebbe anche l'intero territorio comunale di Genova con l'eccezione delle frazioni voltresi di Crevari e Vesima.
È contrapposta alla Riviera di Ponente che, sempre convenzionalmente, si estende da Genova (o dalla foce del torrente Cerusa) al confine francese oppure, più correttamente da un punto di vista geografico, fino a Cap Martin (circa 5 km a ovest di Mentone).

## Mappa

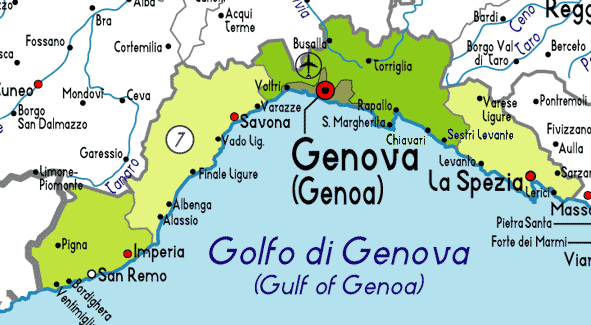
Mappa della Liguria

## Geografia fisica

### Aspetti generali

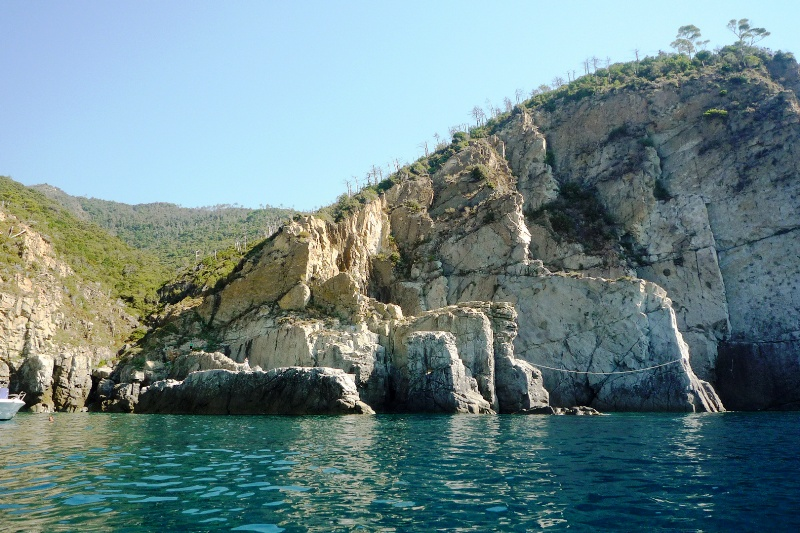
La costa rocciosa nei pressi di Moneglia

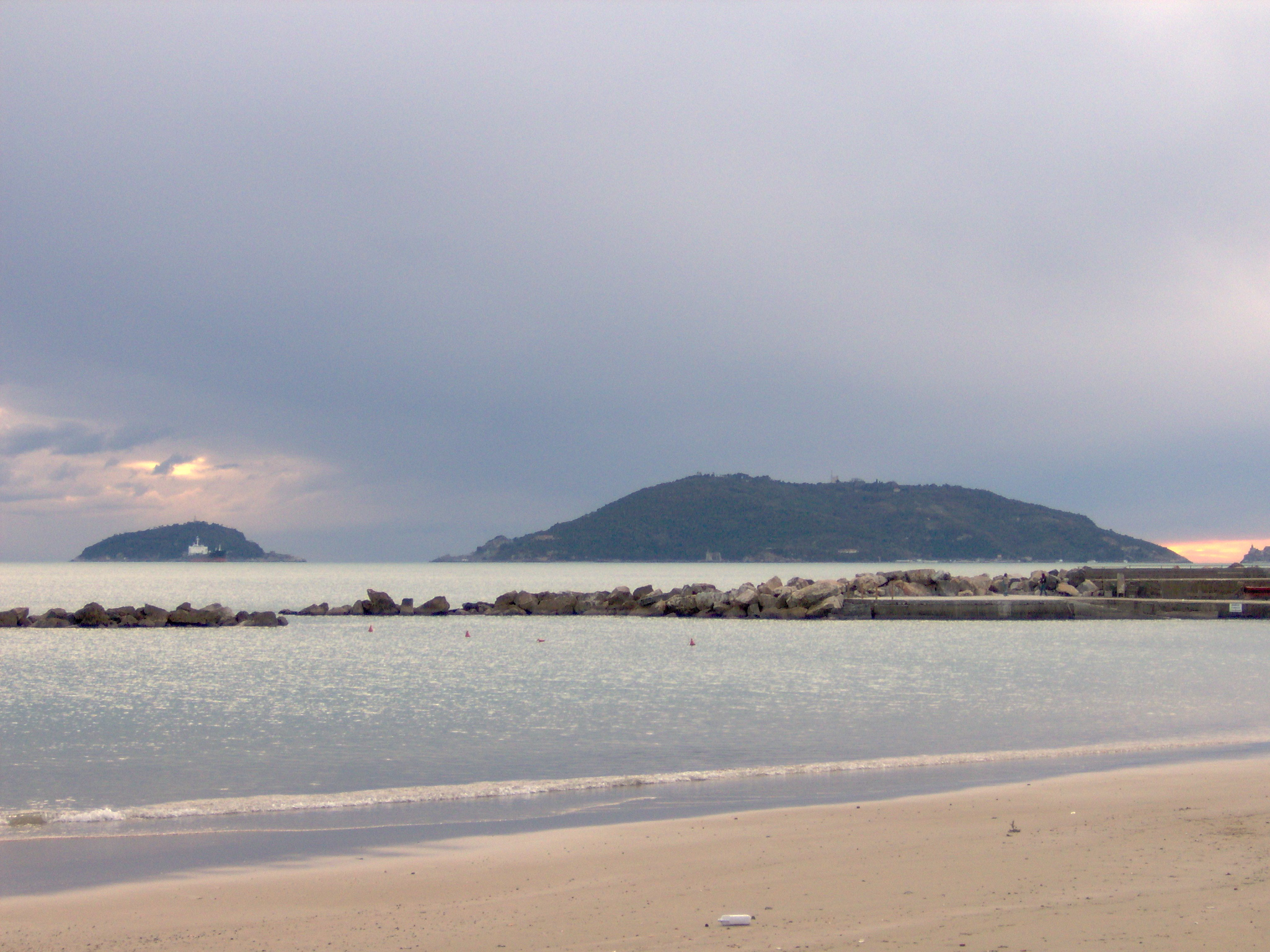
le isole Palmaria e Tino, viste dalla spiaggia di San Terenzo

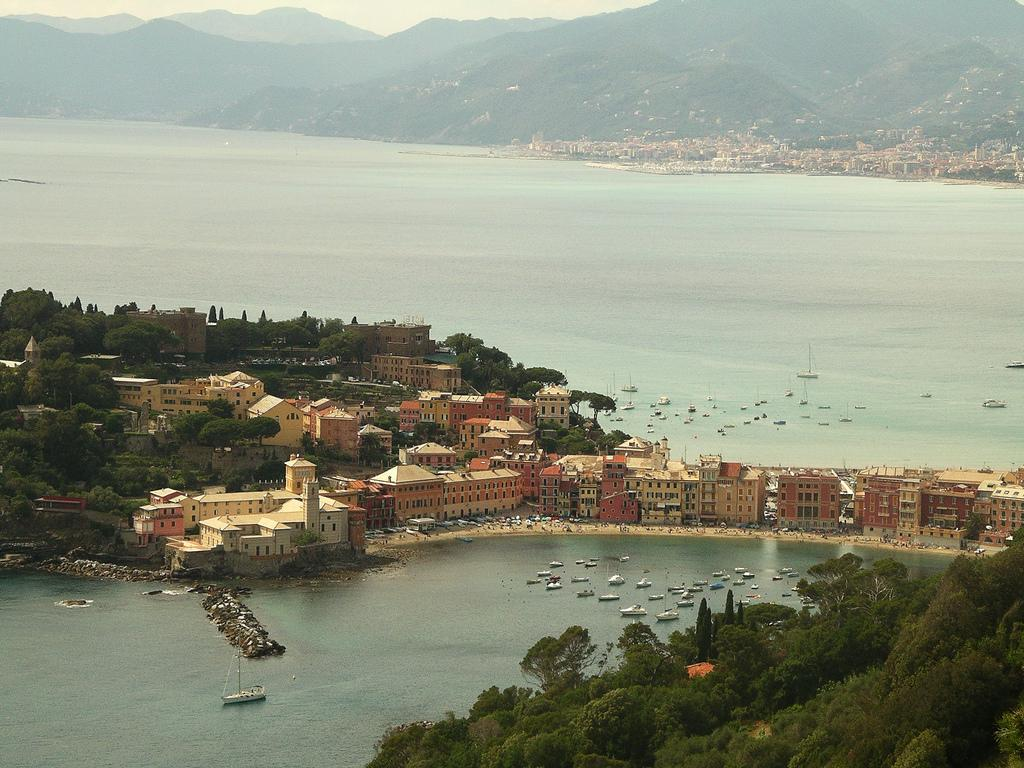
Sestri Levante e il golfo del Tigullio

La Riviera di Levante può essere divisa in diversi comprensori, da ovest ad est:
- Golfo Paradiso, da Bogliasco al Monte di Portofino
- Golfo del Tigullio, dal Monte di Portofino a Sestri Levante
- Baie del Levante, da Sestri Levante a Punta Mesco
- Cinque Terre, da Punta Mesco all'Isola Palmaria
- Golfo dei Poeti
- Litorale sarzanese, dalla foce del fiume Magra fino al confine con la Toscana

### Territorio
Il territorio della Riviera di Levante è quasi totalmente collinare e montagnoso, con molte zone impervie. Le uniche pianure degne di nota sono la Piana dell'Entella, alle spalle delle città di Chiavari e Lavagna, parte del territorio di Sestri Levante, e la zona intorno alla foce del fiume Magra, al confine con la Toscana.

### Costa
La linea costiera è perlopiù frastagliata e articolata in insenature, baie e ripari. A causa della complessità orografica della zona, i centri principali e le insenature più ampie, con spiagge sabbiose, sono situati allo sbocco a mare delle vallate, e proprio questa particolarità morfologica rende i paesaggi estremamente suggestivi, vari ed unici nel loro genere, soprattutto per quanto riguarda gli elementi antropici presenti.

### Isole
Le uniche isole che appartengono alla Riviera di Levante sono la Palmaria, il Tino e il Tinetto, tutte facenti parte del golfo dei Poeti, nello spezzino.

### Fiumi
Per via delle caratteristiche morfologiche del territorio, la maggior parte dei corsi d'acqua è costituita da torrenti di scarsa lunghezza e portata. Gli unici veri fiumi che attraversano questa parte della regione sono il Vara e il Magra nello spezzino e l'Entella nel Tigullio.

### Clima
Il clima, come in tutta la Liguria, è di tipo mediterraneo. La conformazione del territorio fa sì che alcune zone siono più riparate da eventi atmosferici estremi.

## Ambiente

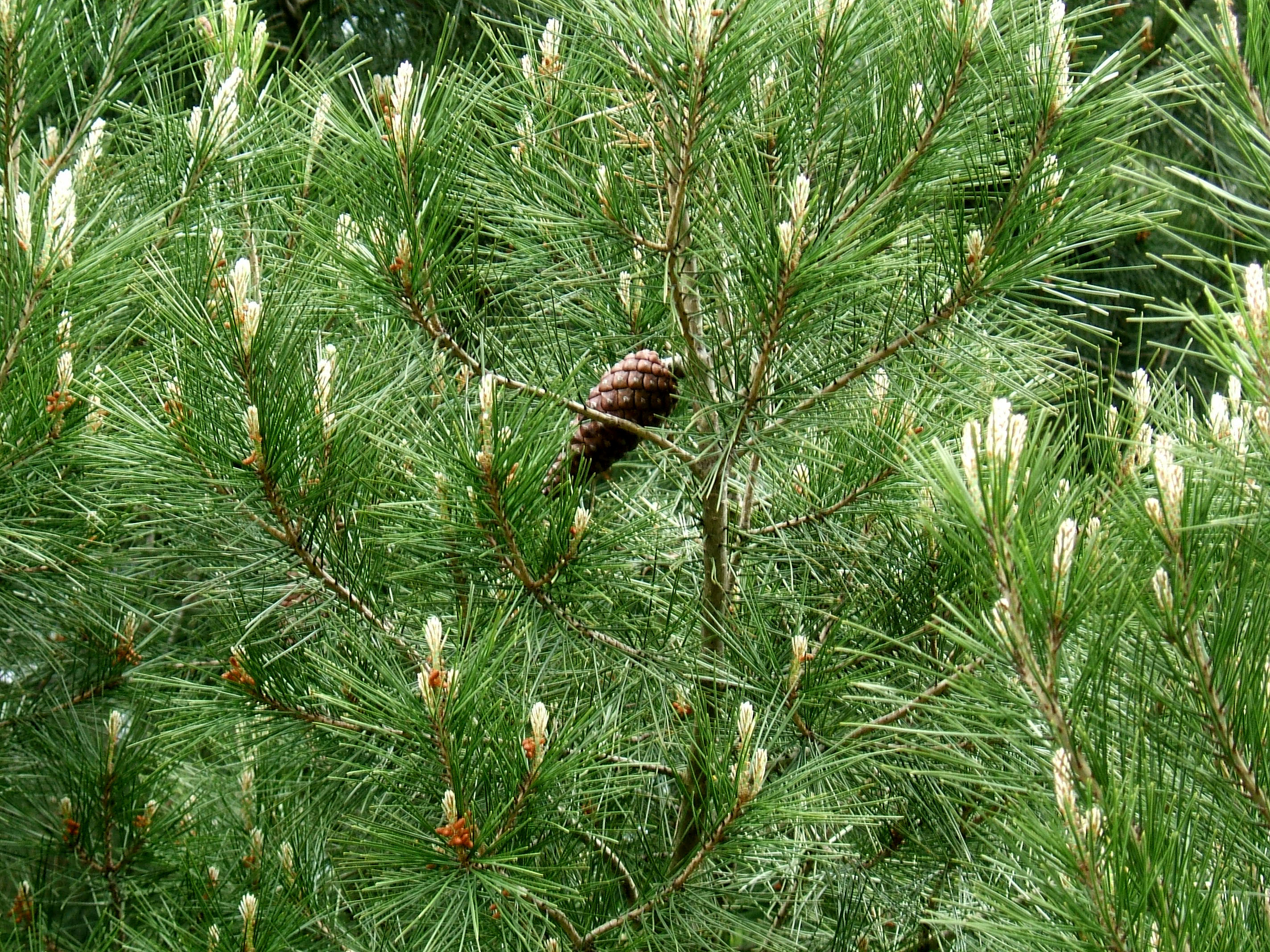
Pino d'Aleppo

### Flora
La flora della Riviera di Levante è di tipo mediterraneo. Nel corso dei secoli furono introdotte nuove specie quali il castagno, il pino domestico e l'olivo, quest'ultimo molto coltivato (in particolare nella zona di Lavagna, Sestri Levante e Moneglia) insieme alla vite e ad alberi da frutta. Lungo la fasce litoranee più miti sono sporadicamente coltivati anche gli agrumi, soprattutto il limone.
La vegetazione dei boschi e delle foreste costiere è costituita da macchia mediterranea che comprende la ginestra, l'alaterno, il lentisco, il mirto, il corbezzolo e il leccio, albero che in passato formava estese foreste. Nei punti più aridi ed esposti al sole si trova l'olivastro, il carrubo e l'euforbia arborea; numerosi sono anche gli arbusti aromatici quali il timo, l'alloro e il rosmarino. Lungo le coste e sulle colline retrostanti vi è un gran numero di pinete di pino marittimo e, in alcune zone, di pino d'Aleppo.

### Fauna
Cinghiale, capriolo, lupo (raro).

### Aree naturali
Le aree protette sono numerose:

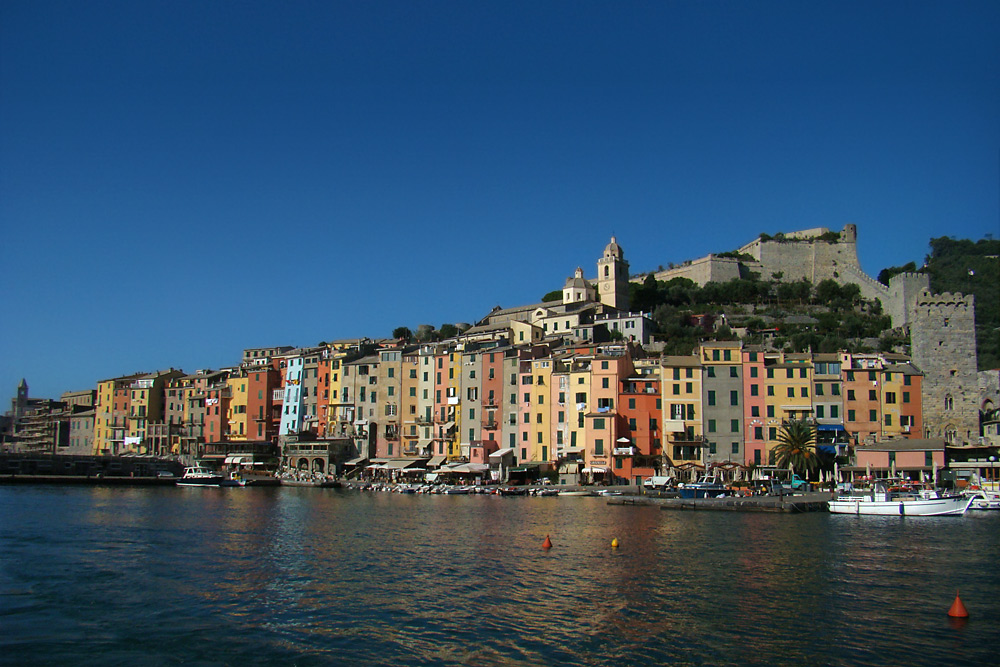
Il borgo di Portovenere

- Parco naturale regionale di Porto Venere; comprende il comune di Portovenere e le isole Palmaria, Tino e Tinetto.
- Parco nazionale delle Cinque Terre; comprende i comuni delle Cinque Terre e una porzione dei comuni di Levanto e La Spezia.
- Area marina protetta Cinque Terre; comprende l'area di mare fra Punta Mesco a ovest e Punta di Montenero a est.
- Parco naturale regionale di Portofino; si sviluppa fra i comuni di Camogli, Portofino e Santa Margherita Ligure.
- Riserva marina di Portofino; è formata dalla costa intorno al Parco Naturale.
- Parco naturale regionale di Montemarcello-Magra-Vara, al confine con la Toscana.
- Santuario dei Cetacei, triangolo di mare compreso fra le coste di Toscana, Liguria, Corsica e Francia.

L'UNESCO ha conferito il titolo di Patrimoni mondiali dell'umanità alle Cinque Terre, Portovenere e alle isole Palmaria, Tino e Tinetto.

## Economia

### Agricoltura
La morfologia del territorio, qui più che sulla Riviera di Ponente, condiziona notevolmente il modo di coltivare le terre e il loro utilizzo. Lo sfruttamento dei terreni viene reso possibile dalla costruzione dei muretti a secco, tipico elemento dei terrazzamenti liguri. Il caso più emblematico è quello delle Cinque Terre. L'agricoltura si basa su una produzione ortofrutticola, olivicoltura (specie nelle zone di Lavagna, Sestri Levante e Moneglia) e viticoltura (Moscato bianco, il Ciliegiolo, la Bianchetta Genovese e Vermentino). La maggior parte della produzione vinicola si concentra nella provincia spezzina: i principali vitigni sono sangiovese, ciliegiolo e canaiolo per le uve nere, bosco, albarola, trebbiano e vermentino per le uve bianche.

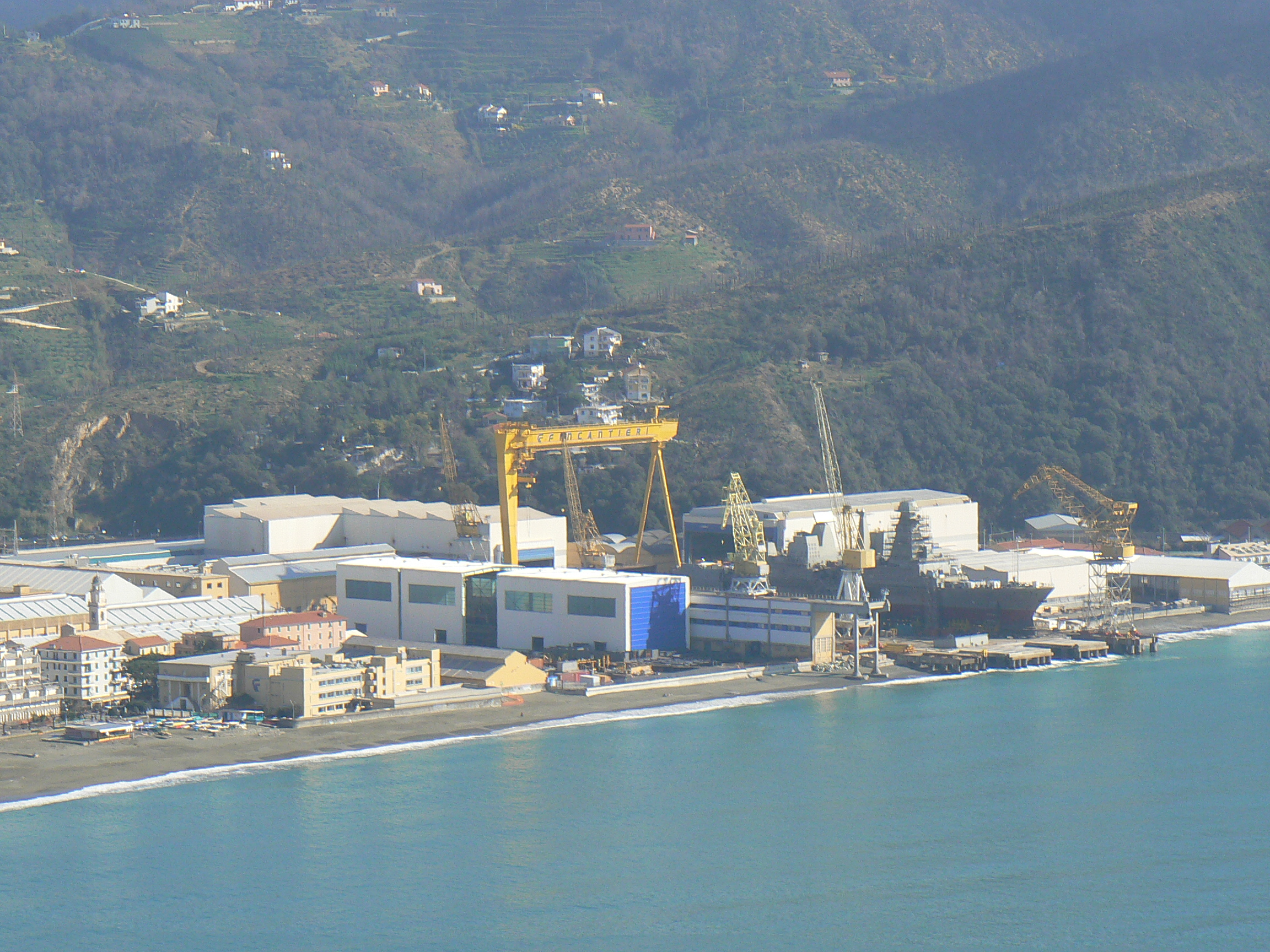
Il cantiere navale di Riva Trigoso

### Industria
Il settore industriale è caratterizzato principalmente dalla presenza di alcuni cantieri navali e meccanici.
- Leonardo: Oto Melara alla Spezia (confluita nel gruppo dal 2016);
- Fincantieri: cantiere navale del Muggiano (SP), cantiere navale di Riva Trigoso (GE);
- Termomeccanica alla Spezia.

Nello spezzino si sta sviluppando una nuova realtà produttiva, volta verso il settore dell'alta tecnologia.
Nel golfo della Spezia è presente un impianto di rigassificazione del gas naturale liquefatto (GNL), il rigassificatore di Panigaglia.
Nell'immediato entroterra del Tigullio, in particolare nella val Fontanabuona, è fiorente l'estrazione e la lavorazione dell'ardesia.

### Turismo

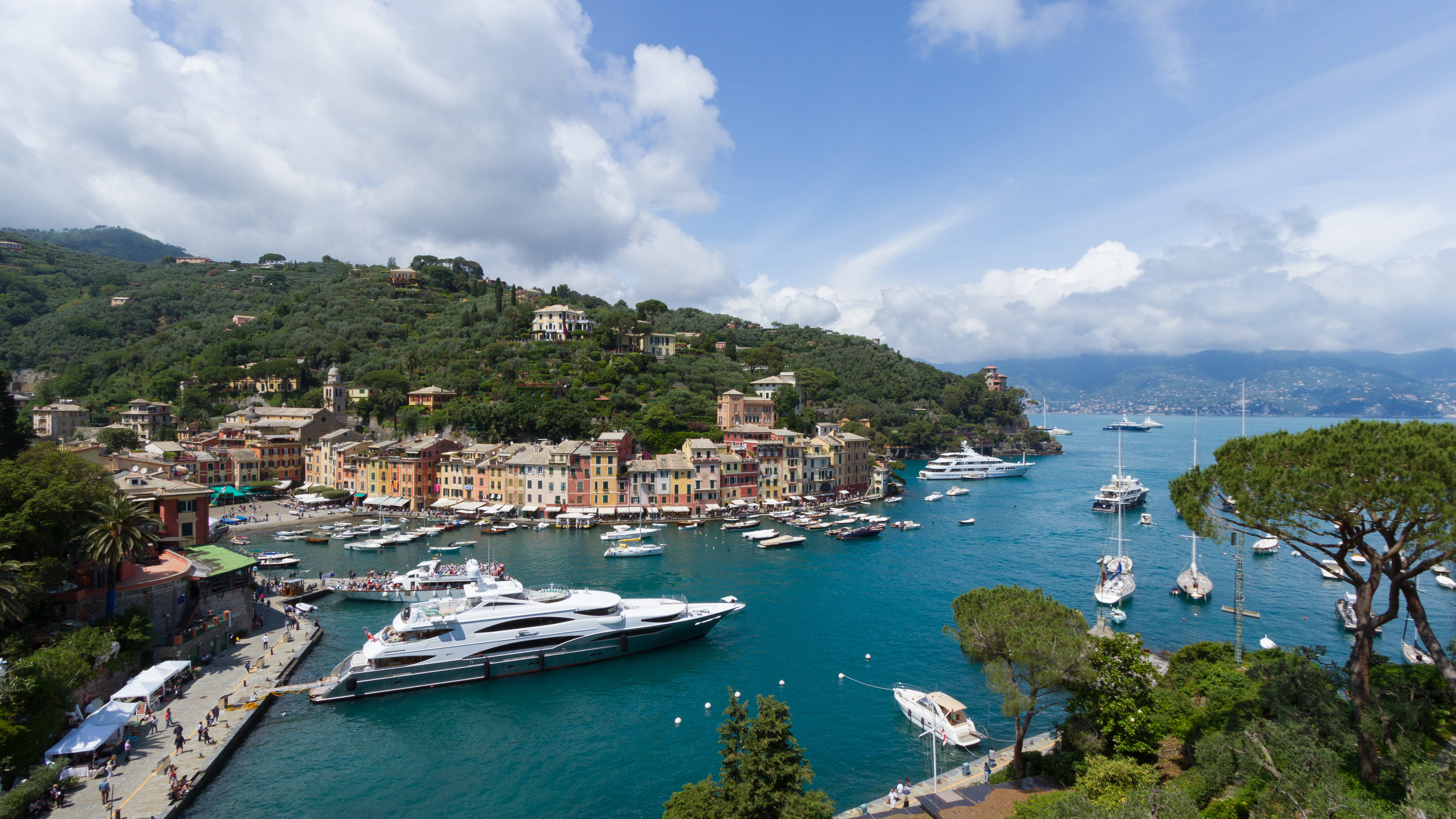
Portofino

Il turismo rappresenta l'attività economica predominante della Riviera, grazie alla mitezza del clima e alla bellezze naturali. Al turismo prettamente estivo, dedicato alla fruizione di spiagge e coste, si aggiunge quello escursionistico e culturale che si distribuisce lungo tutto l'anno, specie in luoghi quali le Cinque Terre, Portovenere e Portofino.
Framura, Moneglia, Montemarcello, Vernazza e Tellaro fanno parte dei borghi più belli d'Italia. Particolare importanza ricopre anche il turismo di famiglie con bambini. Le acque trasparenti della Liguria, ricche di vita, sono l'ideale per vivere avventure muniti di maschera e boccaglio: i bimbi possono nuotare osservando pesciolini, granchietti, stelle marine, ricci e polpi.
I collegamenti stradali veloci tra la Riviera Ligure e Milano, al centro di un'area fortemente urbanizzata, generano il problema di turismo di una sola giornata.

## Trasporti e vie di comunicazione

### Strade ed autostrade
Sno presenti due autostrade.
- L'autostrada A12, detta anche Autostrada Azzurra, percorre il litorale collegando Genova a Livorno.
- L'autostrada A15, detta anche Autocamionale della Cisa, collega Parma alla Spezia attraversando la bassa valle del Taro, la Lunigiana e arrivando nella bassa val di Magra;

La strada statale 1 Via Aurelia percorre tutta la Riviera. Fra Genova e Sestri Levante scorre a livello del mare o, per brevi tratti, a mezza costa. Da Riva Trigoso fino a La Spezia la strada si distacca dalla costa e si inerpica fra le colline seguendo i naturali saliscendi del territorio. Da La Spezia verso il confine toscano riprende un andamento pianeggiante.
Diverse strade provinciali collegano l'entroterra con le località costiere; spesso sono tortuose o vengono chiuse per frequenti movimenti franosi.

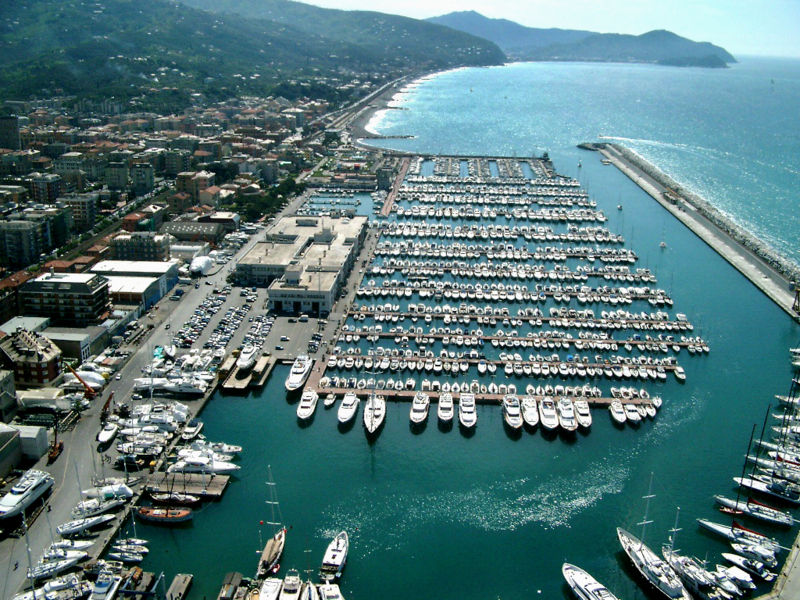
Il porto di Lavagna

### Ferrovie
La Riviera di Levante è attraversata dalla linea ferroviaria Genova - La Spezia, facente parte della ferrovia Genova-Pisa che dal capoluogo ligure percorre la riviera fino ad arrivare in Toscana e proseguire lungo il litorale tirrenico.

### Porti
Numerosi sono i porti turistici e le zone di alaggio presenti sulle coste. Il principale, sia a livello mercantile che in ambito turistico, è quello della Spezia. Altri porti turistici sono Porto Lotti e Porto Mirabello alla Spezia, Bocca di Magra, Lerici, Portovenere e Le Grazie e Portofino.

### Aeroporti
In provincia della Spezia, vicino al confine toscano, è presente l'aeroporto di Sarzana-Luni.

## Comuni
Sulla Riviera di Levante le località costiere che si incontrano da ovest verso est sono:
| Provincia | Comune |
| --------- | --- |
| Genova    | Genova (tranne Crevari e Vesima), Bogliasco, Pieve Ligure, Sori, Recco, Camogli, Portofino, Santa Margherita Ligure, Rapallo, Zoagli, Chiavari, Lavagna, Sestri Levante, Moneglia |
| La Spezia | Deiva Marina, Framura, Bonassola, Levanto, Monterosso al Mare, Vernazza, Riomaggiore, Portovenere, La Spezia, Lerici, Ameglia, Sarzana                                            |